# Приволзький федеральний округ
Приво́лзький федера́льний о́круг (рос. Приво́лжский федера́льный о́круг) — один з восьми федеральних округів Росії. Розташований в центрі Європейської частини РФ. Утворений Указом Президента Російської Федерації від 13 травня 2000 року.
Населення — 31 154 744 осіб за переписом 2002 року (21,5 % від населення країни), площа — 1 038 000 км² (7,27 % площі країни). Регіональний центр — місто Нижній Новгород. Поточний представник президента в регіоні — Ігор Комаров.

## Склад округу

Склад Приволзького федерального округу

Приволзький федеральний округ включає 14 суб'єктів Російської Федерації, зокрема: 6 республік, 7 областей та 1 край:
1. Башкортостан;
2. Кіровська область;
3. Марій Ел;
4. Мордовія;
5. Нижньогородська область;
6. Оренбурзька область;
7. Пензенська область;
8. Пермський край;
9. Самарська область;
10. Саратовська область;
11. Татарстан;
12. Удмуртія;
13. Ульяновська область;
14. Чувашія.

## Національний склад
| Національність            | Чисельність, осіб | % від загальної чисельності |
| Росіяни                   | 21 148 120        | 67,88                       |
| Татари                    | 4 063 720         | 13,04                       |
| Чуваші                    | 1 417 228         | 4,55                        |
| Башкири                   | 1 349 633         | 4,33                        |
| Мордва                    | 655 926           | 2,11                        |
| Удмурти                   | 560 764           | 1,8                         |
| Марійці                   | 511 919           | 1,64                        |
| Українці                  | 401 614           | 1,29                        |
| Казахи                    | 228 016           | 0,73                        |
| Комі-перм'яки             | 106 643           | 0,34                        |
| Вірмени                   | 105 073           | 0,34                        |
| Білоруси                  | 94 158            | 0,3                         |
| Азербайджанці             | 84 183            | 0,27                        |
| Не вказали національність | 78 535            | 0,25                        |
| Німці                     | 71 460            | 0,23                        |
| Євреї                     | 29 618            | 0,09                        |
| ------------------------- | ----------------- | --------------------------- |

## Представники Президента
- Кирієнко Сергій Владиленович з 18 травня 2000 до 14 листопада 2005
- Коновалов Олександр Володимирович з 14 листопада 2005 до 12 травня 2008
- Рапота Григорій Олексійович з 14 травня 2008 до 14 грудня 2011[2]
- Бабич Михайло Вікторович з 15 грудня 2011[3] до 24 серпня 2018.

## Економіка
Частка промислового виробництва ПФО в економіці Росії становить 23,9 % — це найвищий показник (на другому місці стає Центральний федеральний округ). Частка Приволзького федерального округу в загальному обсязі виробництва продукції сільського господарства всіх сільгоспвиробників Росії в II кварталі 2005 року склала 24,7 %. Обсяг інвестицій в Приволзький федеральний округ становить 15,3 % всіх інвестицій Росії.